# Гавело (Ровиго)
Гавело (итал. Gavello) је насеље у Италији у округу Ровиго, региону Венето.
Према процени из 2011. у насељу је живело 966 становника. Насеље се налази на надморској висини од 0 м.

## Становништво
| 1931. | 1936. | 1951. | 1961. | 1971. | 1981. | 1991. | 2001. | 2011. |
| ----- | ----- | ----- | ----- | ----- | ----- | ----- | ----- | ----- |
| 3.845 | 3.943 | 4.148 | 2.671 | 2.021 | 1.856 | 1.728 | 1.641 | 1.605 |